# Anja Cetti Andersen
Anja Cetti Andersen, född 25 september 1965 i Hørsholm, är en dansk astronom och astrofysiker.

## Biografi
Andersens intresse för astronomi började när hon var gick i 7:e klass och astronomen Uffe Gråe Jørgensen besökte hennes skola. Andersen studerade på Köpenhamns universitet, tog en kandidatexamen år 1991, en Master of science i astronomi år 1995 och blev filosofie doktor år 1999. Hennes avhandling hade titeln "Cosmic Dust and Late-Type Stars". Hennes postdoktorala forskning finansierades av Carlsbergfonden, först vid Institutionen för fysik och astronomi på Uppsala universitet och därefter vid astronomiska observatoriet på Köpenhamns universitet. Sedan blev Andersens forskning finansierad av hennes heminstitution och hon fick ett examensbevis för undervisning i högre utbildning och undervisningspraxis från vetenskapsfakulteten.

## Karriär
Andersens arbete är inriktat på rymdstoft och dess roll "i relation till bildandet av komplexa molekyler, stjärnor och planeter".  Hon är för närvarande docent vid Niels Bohr-institutet och ingår i ledningsgruppen där hon arbetar med forskning på Dark Cosmology Center i Köpenhamn. Hösten 2017 utsågs hon till professor i 'Public Understanding of Science and Technology vid institutet. Hon har publicerat ett flertal akademiska artiklar, har skrivit flera böcker för barn och håller föreläsningar.

## Priser och utmärkelser
- 2017: Dansk Forfatter Forenings Faglitterærepris
- 2016: H.C. Ørsted Medaljen i Sølv
- 2015: UNESCOs Lysets års formidlingspris
- 2011: SCIENCE Formidlingspris (Københavns Universitet)
- 2005: Descartes Price for Research Communication (European Commission)
- Asteroiden 8820 Anjandersen[12]
- Asteroiden 8261 Ceciliejulie är uppkallad efter hennes tvillingdöttrar.[13]